# Dionisio de Bizancio

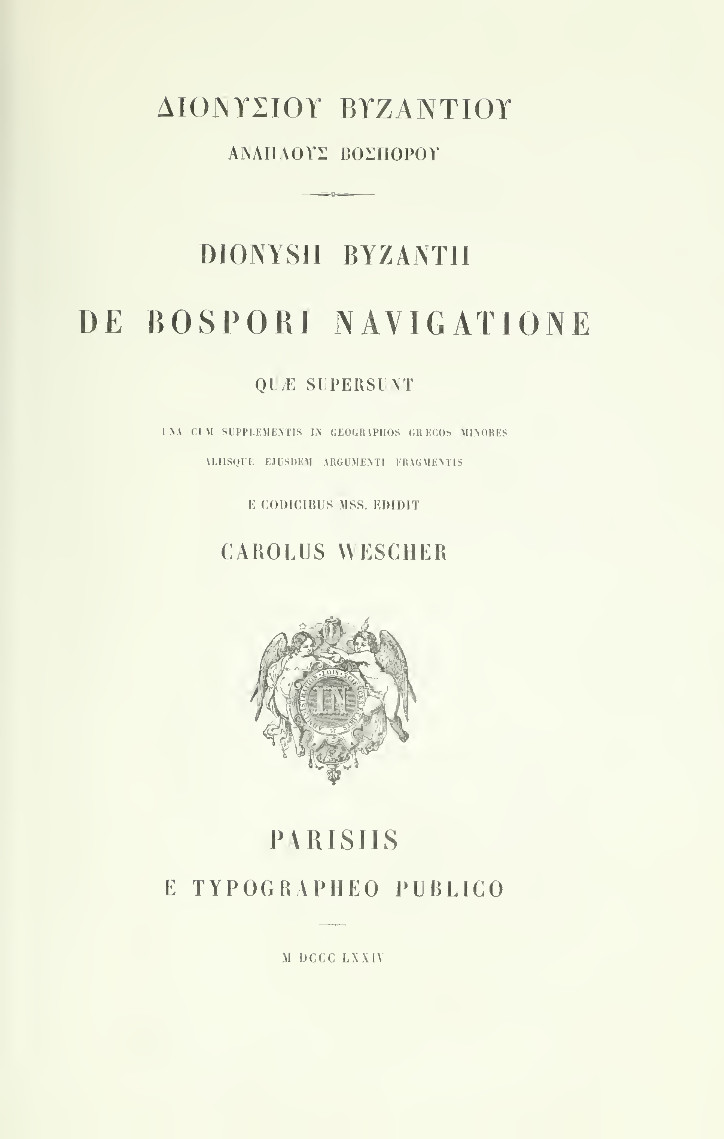
Portada de la edición de 1874 de Ἀνάπλους Βοσπόρου o De Bospori Navigatione

Dionisio de Bizancio (Gr.: ∆ιονύσιος Βυζάντιος, Lat.: Dionysius Byzantinus) fue un geógrafo griego del siglo II d. C.
Es conocido por su “Viaje remontando el Bósforo” (Gr.: Ανάπλους Βοσπόρου, Lat.: Anaplous Bosporou) conocido habitualmente como el “Anaplo”, que describe la costa del Bósforo y la ciudad de Bizancio (luego Constantinopla y actual Estambul). Clive Foss calificó el Anaplo como “uno de los más destacados y detallados textos geográficos antiguos".

## Identificación de Dionisio
La única mención antigua de Dionisio de Bizancio proviene de Esteban de Bizancio que conocía el texto del Anaplo y citaba la etimología atribuida por Dionisio a Crisópolis.
Nada se supo de Dionisio hasta la primera mención en el siglo X en el Suda, que lo registra brevemente como un “poeta épico”, autor de una periégesis de la navegación del Bósforo, y del poema “On Laments” (Περί θρήνων) constituido por cantos fúnebres. Es probable que en el siglo IX el patriarca y escritor Focio haya incluido el Anaplo junto al Periplo del Ponto Euxino de Arriano y a las crestomatías de Estrabón. La obra sobrevivió con grandes lagunas hasta la investigación de  Petrus Gillius en el siglo XV
.
El estilo lingüístico permite ubicarlo en la época imperial, pero el indicio determinante es que no menciona el sitio y toma de Bizancio por las tropas Septimio Severo, su destrucción y posterior reconstrucción (195 – 197 d. C.), por lo que se lo puede datar antes de esa fecha
.

## ElAnaplo
El Anaplo pertenece al género del periplo, que ya en el siglo VI a. C. comenzó a producirse con sus principales características. También en el siglo II d. C. tuvieron su auge las periégesis. Como en los citados géneros, en el Anaplo de Dionisio se encuentra la vocación por el detalle exhaustivo, la erudición y el conocimiento directo de lo que se describe. No puede decirse sin embargo que el texto pueda satisfacer las necesidades prácticas del piloto de una nave, sino más bien las de un estudioso de la región.
El término “Anaplous” significa “remontar una corriente” (desde el mar hasta un puerto o desde la boca de un río hacia arriba). En el siglo IV a. C. el autor anónimo del Periplo de Pseudo-Escílax denominaba precisamente “Anaplous” al trayecto hacia el norte por el estrecho del Bósforo hasta desembocar en el Mar Negro. La descripción de Dionisio sigue la costa europea desde Bizancio hasta las rocas “oscuras” (Kyaneai) en el mar Negro regresando luego por la costa asiática hasta Calcedonia.
Leyendo ese libro no puede evitarse relacionarlo con la saga de los argonautas. Para Dionisio, el panorama de lo que ve y describe tiene una obvia relación con el mito; las menciones al viaje de Jasón son frecuentes. El texto combina datos de navegación, geografía, recursos naturales, historia, política y mitología. Todo ello tiene enorme valor para la historiografía.